# Libertad (Menschenrechtsorganisation)

Logo der Initiative Libertad

Libertad war eine bundesweite Initiative für die Freiheit aller politischen Gefangenen weltweit. Sie setzte sich außerdem gegen staatliche Repression und Unterdrückung ein. Sie existierte von 1993 bis 2016.

## Geschichte
Libertad entstand nach dem Kongress gegen den Weltwirtschaftsgipfel 1992 in München. Während des Forums „Demokratie und Menschenrechte in der neuen Weltordnung“ verabredeten Aktivisten mehrerer Solidaritätskomitees gemeinsame Aktivitäten zur Unterstützung politischer Gefangener. Die Gruppierung  trat im Herbst 1993 mit dem Aufruf „Freiheit für alle politischen Gefangenen weltweit“ an die Öffentlichkeit, der die Idee eines internationalen Tages für die Freiheit der politischen Gefangenen enthielt. Daraus entstand der seit 1996 meist in Kooperation mit anderen linken Organisationen wie der Roten Hilfe oder der Antirassistischen Initiative Berlin begangene bundesweite Aktionstag 18. März.
Die Organisation begann 2000 die Kampagne gegen die Einführung der Typ-F-Gefängnisse und der Isolationshaft in der Türkei. Im Jahr 2001 veranstaltete die Initiative zusammen mit kein mensch ist illegal die Online-Demonstration gegen die Beteiligung der Deutschen Lufthansa AG an Abschiebungen.
Zwischen 2001 und mindestens 2008 wurden drei Aktivisten der Organisation wegen des Verdachts auf Mitgliedschaft in der militante gruppe (mg) unrechtmäßig durch das Bundeskriminalamt überwacht. Diese Überwachungsmaßnahmen gehen auf Informationen des Verfassungsschutzes zurück. Der Bundesgerichtshof warf in einer Entscheidung vom März 2010 dem Verfassungsschutz vor, keine Tatsachen für seine Behauptungen erbracht zu haben.
Am 18. März 2016 löste die Initiative sich auf.